# Население на Чили
Населението на Чили е 18 186 770 души през 2020 година.

## Възрастова структура
(2013)
- 0-14 години: 21,5% (мъже 1 921 041 / жени 1 851 987)
- 15-64 години: 68,7% (мъже 6 024 944 / жени 6 040 217)
- над 65 години: 9,8% (мъже 976 544 / жени 1 718 626)

## Коефициент на плодовитост
- 2007 : 1,95
- 2017 : 1,58

## Расов състав
- 52,7 % – бели
- 44 % – метиси
- 3,2 % – индианци
- 1 % – други

Справка: Lizcano (2005)

## Език
Официалният език на Чили е испански.

## Религия
(2002)
- 85,1% – християни (70% - католици, 15,1% - евангелисти)
- 8,3% – атеисти
- 4,4% – други